# SAFFA
La Schweizeische Ausstellung für Frauenarbeit (en alemán «exposición suiza del trabajo de las mujeres»), más conocida por su acrónimo SAFFA, fue una exposición nacional suiza que se celebró en 1928 y en 1958 en las ciudades de Berna y Zúrich, respectivamente. Fue organizada por la Bund Schweizerischer Frauenvereine (BFS) (Alianza de las sociedades femeninas suizas), la Liga suiza de mujeres católicas (Schweizerischer Katholischer Frauenbund), y 28 otras asociaciones de mujeres en Suiza, para concienciar de la importancia del trabajo de las mujeres y de la precariedad de la situación estas durante el período de entreguerras y posterior postguerra.

## Ediciones

### Saffa 1928

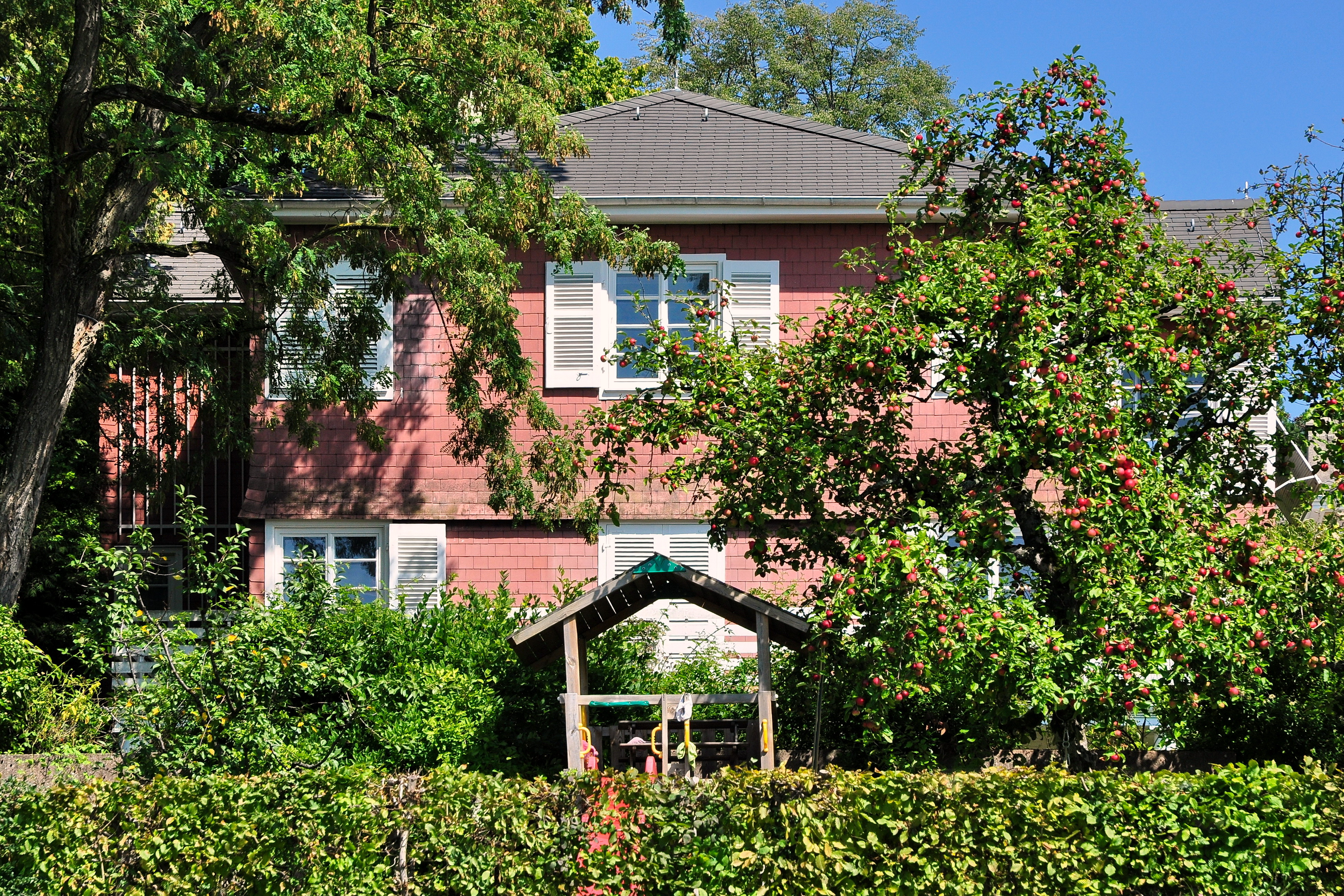
La casa de la SAFFA de Lux Guyer

La primera SAFFA tuvo lugar del 26 de agosto al 30 de septiembre de 1928 en la zona de Vierfeld en Berna (la actual calle Länggasse-Felsentu). Louise (Lux) Guyer, la primera mujer arquitecta en Suiza, dirigió la organización. Terminó los edificios en tres meses con ayuda de elementos prefabricados en bloques, sistema que mejoró la reputación de la arquitecta cuando Saffa abrió sus puertas. El tema principal de la muestra era el servicio realizado por las mujeres en las familias, la vida cotidiana, las ciencias y las artes, así como la importancia del trabajo de las mujeres para la economía y la sociedad suiza. La SAFFA ayudó a promover la confianza de las mujeres en sus competencias e hizo campaña para defender sus derechos políticos y el acceso a las profesiones mejor remuneradas.
Uno de los símbolos emblemáticos de esta primera exposición fue un inmenso caracol que rodaba sobre un carro, simbolizando la lentitud del avance en lo que se refiere al sufragio femenino en Suiza.
Con las ganancias del festival, el 1931 se creó una entidad de crédito con un capital de 350 000 chf que tenía como objetivo otorgar créditos a las mujeres que deseaban crear su propia empresa. Esta entidad fue reconocida de utilidad pública el 5 de octubre de 1967. El diario suizo Der Bund le dedicó su portada en su edición del 24 de agosto de 1928.

### Saffa 1958

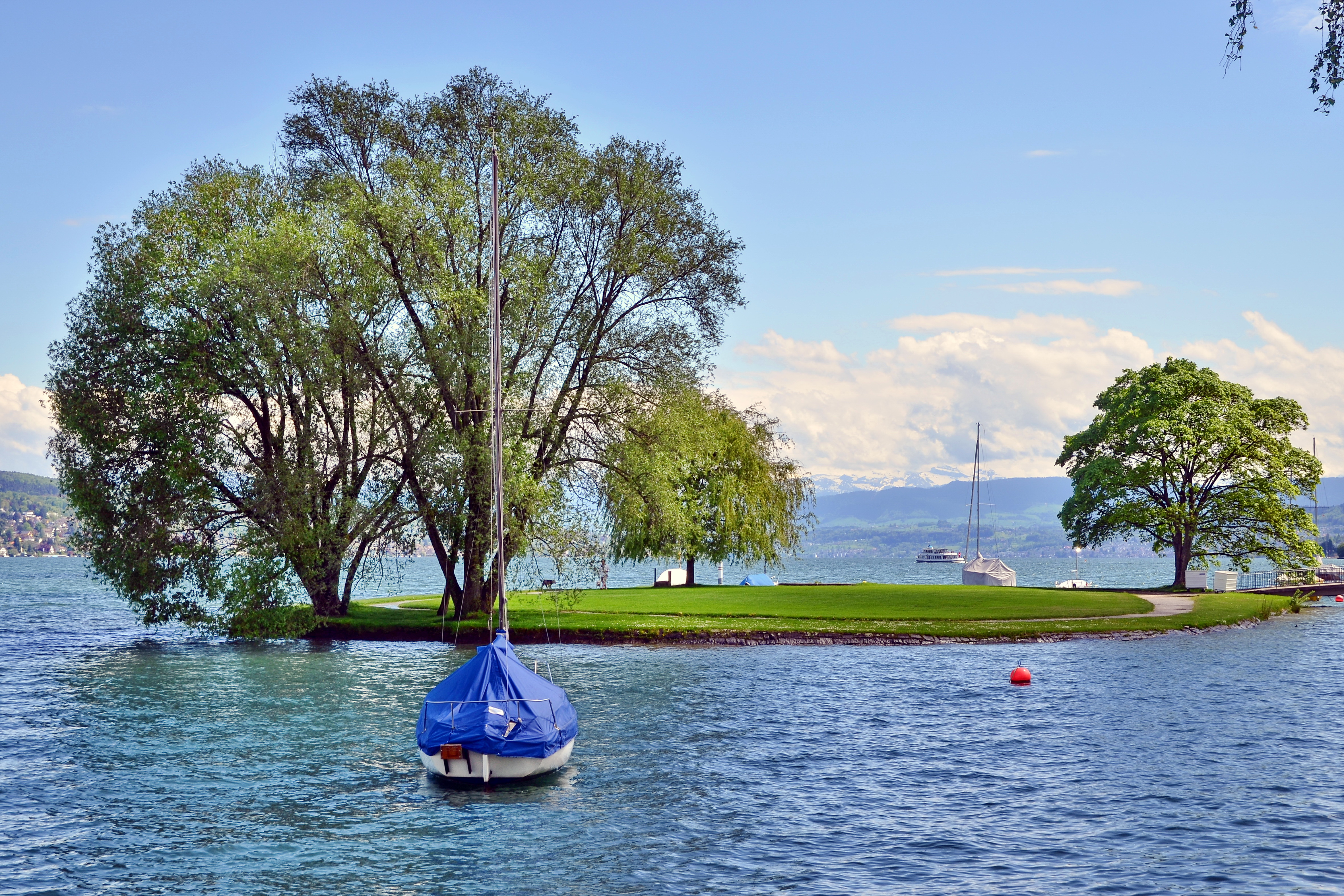
Saffa-Insel sobre Zürichsee lakeshore Wollishofen

La edición de 1958 de Saffa tuvo lugar entre el 17 de julio y el 15 de septiembre de 1958. Esta nueva edición fue organizada por un centenar de asociaciones nacionales y cantonales, en la Landiwiese de Zúrich. Se inauguró una isla artificial para la ocasión, que se convirtió en un lugar popular de encuentros. En esta ocasión la arquitecta del proyecto fue Annemarie Hubacher-Constam, cuyo tema principal fue "el ciclo de vida de la mujer en la familia, el trabajo y el estado"
SAFFA 1958 defendía que las mujeres tienen un rol importante en la economía del país, debido a su papel ascendiente en diversos entornos laborales, industriales, educativos y de consumo. Promovió pues un modelo ideal de vida de las mujeres basadas en tres fases: el trabajo antes el matrimonio, la maternidad y el regreso después de maternidad al mercado laboral, intentando mejorar la imagen de la mujer tanto en el entorno privado como en el público. También intentó que los hombres suizos fueran conscientes de los servicios imprescindibles realizados por las mujeres en la sociedad, con la finalidad de conseguir corregir la discriminación social hacia la mujer.
La Orquesta del concierto de apertura, constituido exclusivamente por mujeres músicas, con la primera mujer directora de orquesta de Suiza, Hedi Salquin en la dirección, interpretó el concierto para orquesta Intrada. Esta obra encargada expresamente para la SAFFA de 1958, fue compuesta por una mujer, Fernande Peyrot. Fue interpretada en el auditorio de la  Wasserkircheen en presencia de las miembros del consejo federal. La sufragista Elisabeth Pletscher que tenía más de 50 años, participó en los actos, subrayando el papel fundamental del compromiso político para la obtención del derecho del voto de las mujeres. 
Fue también durante 1958 que se presentó el libro de Iris von Roten-Meyer Frauen im Laufgitter (Mujeres en jaula) a menudo considerado como una continuación del "Segundo Sexo" de Simone de Beauvoir, aparecido en 1949.
La exposición fue un gran éxito y generó un beneficio financiero importante que fue utilizado para las asociaciones de solidaridad hacia las mujeres. Desde el servicio de correos suizo se editó un sello conmemorativo para la ocasión. Esta edición también fue organizada y concebida exclusivamente por mujeres, y recibió 1,9 millones de visitas.

### Saffa 2020
El Consejo Federal suizo firmó en febrero de 2007 el protocolo de adhesión a la Convención de las mujeres para el reconocimiento jurídico y formal de la plena realización de los derechos fundamentales de las mujeres en Suiza. La plataforma Internet frauennet.ch propone organizar una tercera edición de la SAFFA. Por razones financieras, el proyecto tardó en arrancar. Desde entonces, la Bund Schweizerischer Frauenvereine (BFS), prepara una tercera SAFFA. Para hacerlo, se ha creado la asociación «Horizont 2020 » con el lema « 2020 – mirada femenina sobre el porvenir » El proyecto busca recoger las ideas y visiones del porvenir de la sociedad desde el punto de vista de las mujeres, de un modo didáctico para el público. Una primera presentación web fue realizada en 2013. El proyecto 2020 – mirada femenina sobre el porvenir está apadrinado por tres consejeras federales, Doris Leuthard, Simonetta Sommaruga, y Eveline Widmer-Schlumpf, así como por la antigua presidenta de la confederación helvética Micheline Calmy-Rey.